# Шэйпа (национальный парк)
Национальный парк Шэйпа (кит. 雪霸國家公園) — это национальный парк, расположенный в центральной части Тайваня вокруг вершин гор Сюэшань и Дабацзянь, площадью 768,5 км2, охватывающий территорию уездов Синьчу, Мяоли и города Тайчжун.. Высокогорная экология, геология, рельеф, реки, долины ручьев, редкие животные и растения, а также разнообразие лесов делают парк значимым с природоохранной точки зрения. Дирекция парка была создана 1 июля 1992 года.  

## География
Национальный парк расположен примерно в 100 километрах к северу от тропической зоны. Парк включает в себя разнообразные экосистемы, а перепад высот варьируется от 760 метров в долине реки Да-ань до 3 886 метров над уровнем моря на вершине горы Сюэшань.  